# Marāghān
Marāghān (persiska: مراغان) är en ort i Iran.   Den ligger i provinsen Västazarbaijan, i den nordvästra delen av landet, 500 km väster om huvudstaden Teheran. Marāghān ligger 1 588 meter över havet och antalet invånare är 384.
Terrängen runt Marāghān är lite bergig, och sluttar österut.Runt Marāghān är det ganska tätbefolkat, med 83 invånare per kvadratkilometer. Närmaste större samhälle är Sīser, 18,7 km nordost om Marāghān. Trakten runt Marāghān består i huvudsak av gräsmarker.